# عزلة بني الحداد (حجة)

تعديل مصدري - تعديل

عزلة بني الحداد هي إحدى عزل مديرية حرض في محافظة حجة اليمنية ويبلغ تعداد سكانها 17059 نسمة حسب التعداد السكاني في اليمن لعام 2004.